# 戒牒
戒牒或度牒，是中國的寺院或官府為了管理僧人和道士，允許他們出家所頒發的證明文書。度牒由官府发放，最早始於南北朝，到了唐朝，度牒因由尚書省祠部司所發放，所以又稱作祠部牒，戒牒于清乾隆年间停止发放，此后改由寺院颁发戒牒。
目前，戒牒由中国佛教协会签发给僧人，而道士则凭中国道教协会签发的《道教教职人员证》证明身份。中国道教协会制作、传戒律坛颁发的净戒牒，仅作为全真派道士受戒的依据。

## 簡介
唐朝時，禮部設獨立部門執行公度制，按科舉模式設立考試，信眾必須通過教義考核及品格審查，才能獲得出家資格；朝廷就能限制僧尼人數和選擇德學俱優者來繼承佛法事業:48。凡通過考試者，便能參加由中央安排之剃度大會，完成儀式後，即由官府發出「度牒」證明身份，隨即撥發到指定寺院修持:48。度牒質料各朝皆異，唐朝時期使用綾素、錦素、鈿軸等材質作為度牒，北宋時期使用黃紙作為度牒，南宋時期使用綾紙作為度牒，元朝時期則使用羊皮作為度牒；此外，為監督戒壇能如法傳戒，於是向受戒者另發附屬性質之「戒牒」作為證明:48。由於度牒持有者獲免除稅役之特權，朝廷對度牒管理便相當嚴格，但凡有僧侶往生或還俗，必須將度牒及戒牒交還銷毀，否則其本人及所屬寺院均受到懲處:48。沒有度牒而私自出家的僧道，稱為私度。經官府發現，同樣也會被給與懲處，並勒令還俗。因此，后世僧人游方挂单，必须随身携带戒牒，作为身份證明。
早期度牒为各朝政府获得财政收入的手段。由於度牒具有經濟特權，每當朝廷遇上災難或戰亂等經濟緊張時期，便會公開鬻賣度牒來籌款，吸引寺院或紳商爭相購買，為佛教及社會帶來許多問題:48。明朝散文家陸容更將度牒列為宋朝楮幣之一，直至明朝初期，洪武五年十二月二十六日（1373年1月20日）明太祖朱元璋下诏廢除，這才结束鬻牒制度。到了景泰年間，又再度恢復原先的鬻牒制度。清朝時期，乾隆帝認為僧綱衰敗，加上推行「攤丁入畝」政策，朝廷無須再規管出家人數，於是廢除公度制，停止發放度牒和戒牒:48；改由依靠僧綱司僧官等管理。其後，僧官權力又遭削弱，管理權再度收回到州縣官手中。最後，僧眾的監管權回落到鄉村基層社會。從此改為寺院「自家」印發戒牒予新戒弟子（到往生時連同遺體火化），由此引伸向在家信徒發放皈依證的習慣:48。早期的戒牒蓋上多種硃印，格式、行文與官式公文相若；公度制轉為私發後，牒證的形式日趨多元，由古雅趨於簡約，由報紙般大漸漸縮小為證書、小冊本，甚至是卡片狀，可謂各有特色:48。
2011年，中国佛教协会通过《全国汉传佛教寺院传授三坛大戒管理办法》，规定戒牒一律由中国佛教协会统一印制、编号、颁发。

## 样式
中国佛教协会签发的戒牒内页样式如下（×为汉字，*为阿拉伯数字），可能会因签发时间和地点格式略有不同，用简体或繁体书写的版本皆有：
| 佛陀住世，以佛为师；佛灭度后，以戒为师。防非止恶，戒为根本；转凡成圣，戒乃舟航。故《华严经》云：戒为无上菩提本，应当具足持净戒；若能坚持于净戒，是则如来所赞叹。本会为绍隆佛种，续佛慧命，乃于××××年××月××日在×××××寺，谨遵佛制，严净道场，敬聘十师，传授三坛大戒。 今有求戒弟子法名××字××俗名×××，出生于××××年××月××日，系×××××（地名）人氏，于××××年××月××日在×××××寺礼××师剃度出家。幸遇胜缘，获登戒品。 汝等既为佛子，当行佛事，护持净戒，精进修学。发扬爱国爱教精神，继承佛教优良传统。作如来使，光大法门。庄严国土，利乐有情；证菩提果，登涅槃城。 羯磨阿阇黎×× ×× 僧十师 得戒大和尚×× 尊证阿阇黎×× 教授阿阇黎×× ×× 羯磨阿阇黎×× ×× 尼十师 得戒大和尚×× 尊证阿阇黎×× 教授阿阇黎×× ×× 佛历××××年××月××日 公元××××年××月××日 ┌──────┐ 颁养 │ 照 片 │ 右牒给菩萨比丘××佩执 └──────┘ 中佛戒证编号：******** |